# Henry Morgan
Henry Morgan (Llanrumney, Gales, Reino de Inglaterra; c. 1635-Lawrencefield, Jamaica, Reino de Inglaterra; 25 de agosto de 1688) fue un filibustero, gobernador y marinero galés. Hijo de un rico labrador, dejó su hogar para acabar residiendo en la isla de Jamaica, donde empezó a asociarse con otros filibusteros de la época, como Christopher Myngs y el neerlandés Eduard Mansvelt, de quien fue seguidor.
En connivencia con los gobernadores jamaicanos, bajo autoridad británica, y en medio de diversas tensiones políticas con potencias de la época, emprendió varias campañas bélicas contra las posesiones españolas en la zona del mar Caribe. Realizó su primera operación a gran escala en 1668 al saquear la ciudad de Puerto Príncipe en Cuba, y culminó con la atrevida acometida a la ciudad de Panamá en 1670. En este lugar, a pesar de tener las circunstancias en su contra al atravesar el istmo de Panamá a través de la selva, y con evidente desventaja de hombres y armamento, demostró sus dotes de mando al encabezar una banda de asaltantes hasta lograr la victoria.
A pesar de los desmanes cometidos durante sus expediciones en América, fue nombrado caballero por el rey Carlos II de Inglaterra en 1674, y ocupó el cargo de Teniente Gobernador de Jamaica, donde ejerció la función de perseguir a los piratas de la zona. En sus últimos años de vida sufrió de una precaria salud. Al morir, sus restos fueron sepultados en el cementerio de Palisadoes de Port Royal.

## Primeros años
Es muy probable que Henry Morgan naciera en 1635 en Llanrumney (Llanrhymny en galés), una localidad galesa que en la actualidad forma parte de los suburbios de la ciudad de Cardiff. Su padre, Robert Morgan, fue un rico labrador con antepasados militares. La versión más popular de sus primeros años es relatada por Alexander Olivier Exquemelin en su libro Los bucaneros de América. En este libro se afirma que, siendo muy joven, Henry fue secuestrado en Brístol, vendido como sirviente en Barbuda y terminó habitando en Jamaica. Años después, al leer Morgan el pasaje sobre su servidumbre en una traducción inglesa, demandó a los editores en lo relativo a tal punto. La querella resultó en una indemnización de 200 libras esterlinas y una disculpa pública. Renegando de tal episodio, manifestó ser sirviente de «Su Majestad» y de nadie más. Otra versión de su arribo a América plantea que formó parte de una expedición inglesa que tomó Jamaica en 1655.

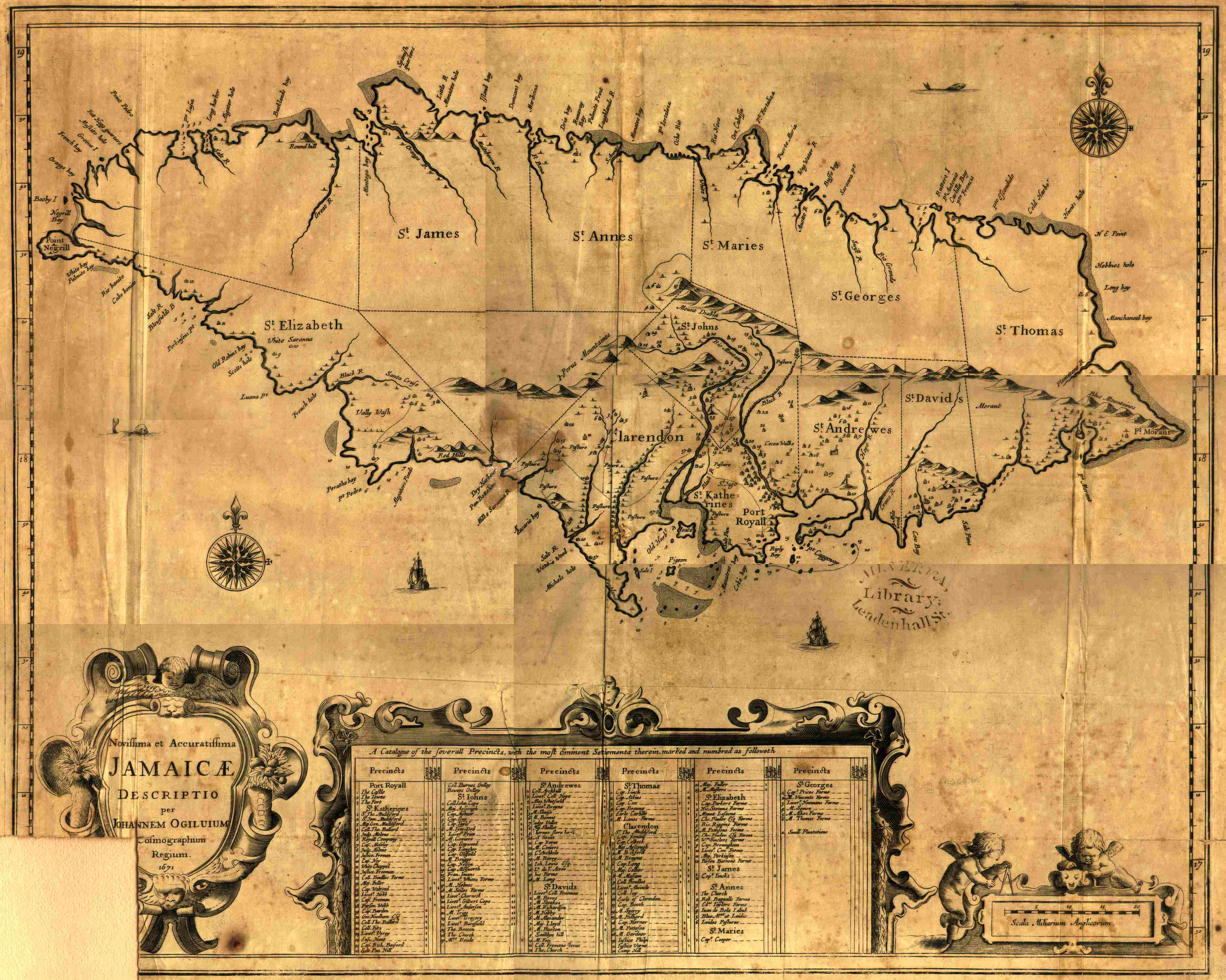
Mapa de Jamaica en 1671.

Entre los años 1652 y 1654, la Mancomunidad de Inglaterra libró la guerra contra las Provincias Unidas de los Países Bajos. A pesar de los logros conseguidos bajo el Tratado de Westminster de 1654, el gobierno británico dirigió su objetivo hacia las posesiones españolas en América. Bajo un manifiesto del poeta John Milton, basado a su vez en la obra de Thomas Gage de 1648 The English American, se fustigó las supuestas crueldades de los hispanos contra las autoridades inglesas y su intención de apoderarse de todo el continente. Fue así que nació la expedición llamada Western Design, cuyo primer objetivo era la isla de La Española; pero su resultado no fue exitoso. El único logro de la campaña, obtenido por William Penn y Robert Venables, fue la ocupación de la isla de Jamaica, cuya capital, Santiago de la Vega, capituló el 17 de mayo de 1655. La pérdida de este enclave no fue de interés para la monarquía española, decisión que traería graves consecuencias en los años siguientes con el posterior asentamiento de piratas, bucaneros y la expedición de patentes de corso desde este sitio.
Según el historiador Manuel Lucena Salmoral, entre los años 1656 y 1664 las autoridades inglesas afincadas en Jamaica realizaron una etapa ofensiva sobre los territorios españoles en América, con la intención de hacer la isla más próspera. Tal fue el móvil para apoyar intensamente las expediciones filibusteras. El joven Morgan, una vez asentado en la isla, realizó sus primeras correrías como uno de los capitanes de Christopher Myngs en la acometida sobre San Francisco de Campeche en 1663. Después de la arremetida, Myngs partió hacia Inglaterra, y Morgan se dirigió con otros secuaces a saquear Villahermosa, Trujillo y Granada. En esta última ciudad capturó 300 prisioneros, la mayoría sacerdotes y monjas. En esos primeros años se hizo con su propia flota y ya era respetado por sus dotes de líder.
Debido a esos asaltos y al cese de hostilidades entre ambas naciones, la Corona española hacía valer sus quejas ante el Gobierno británico, quien a su vez lo hizo saber al gobernador jamaicano Thomas Lynch. Éste, en consecuencia, no apoyó otra campaña sobre Campeche bajo el mando de Eduard Mansvelt, que de todos modos fue realizada el mismo año de 1663. Junto a él estaba Morgan, quien sería de ahí en adelante su discípulo.

Islas del Archipiélago de San Andrés, Providencia y Santa Catalina.

Entre los años de 1665 y 1671, la isla de Jamaica apoyó la piratería indiscriminada en contra de españoles, neerlandeses y franceses, al mismo tiempo que la restaurada Corona británica se enfrascaba en conflictos con tales potencias. Debido a la situación, el gobernador de la isla acudió a los filibusteros radicados en la isla de la Tortuga y La Española para que le prestaran sus servicios; los piratas accedieron más por motivos económicos que políticos.

### Misiones previas a sus grandes asaltos
En 1665, Morgan fue nombrado por Mansvelt como segundo al mando en la misión encargada por el gobernador de Jamaica Thomas Modyford para tomar Curazao y Natá en Panamá, y después asolar la costa del océano Pacífico. Pero, en vez de ejecutar tales planes, Mansvelt decidió emprender sus propias empresas y, para asegurarse de su éxito, se apoderó de una de las islas del Archipiélago de San Andrés, Providencia y Santa Catalina (probablemente San Andrés). La flota se dirigió a las costas aledañas de Costa Rica y Panamá. Fue la primera vez que el galés tendría contacto con la zona. Al regreso de su expedición, Mansvelt reclamó que el enclave del archipiélago fuese asegurado para Jamaica, pero su propuesta fue ignorada y la isla fue retomada por España al año siguiente. En ese mismo período de 1665, Morgan contrajo matrimonio con Mary Elizabeth, hija de su tío Edward Morgan.
En los años que el galés inició sus infames campañas, ya Inglaterra fomentaba una política de amistad hacia España. Sin embargo, el gobernador de Jamaica contrariaba las órdenes recibidas de abstenerse de realizar algún ataque. Bajo la motivación de haber recibido informes de que la isla sería agredida desde Cuba, comisionó a Morgan para desbaratar los supuestos planes de las autoridades españolas contra la colonia inglesa. Junto a su flota, y nombrado Coronel y Comandante de la Milicia de Port Royal, Morgan planificó atacar La Habana, pero desistió ante el hecho de ser una operación de gran dificultad. Se dirigió entonces a la isla de Pinos, donde reunió 700 hombres y 12 embarcaciones. Allí, en consejo de filibusteros, decidieron atacar Puerto Príncipe (actual Camagüey). Este sería el primer asalto a gran escala bajo su dirección.

## Saqueo de Puerto Príncipe

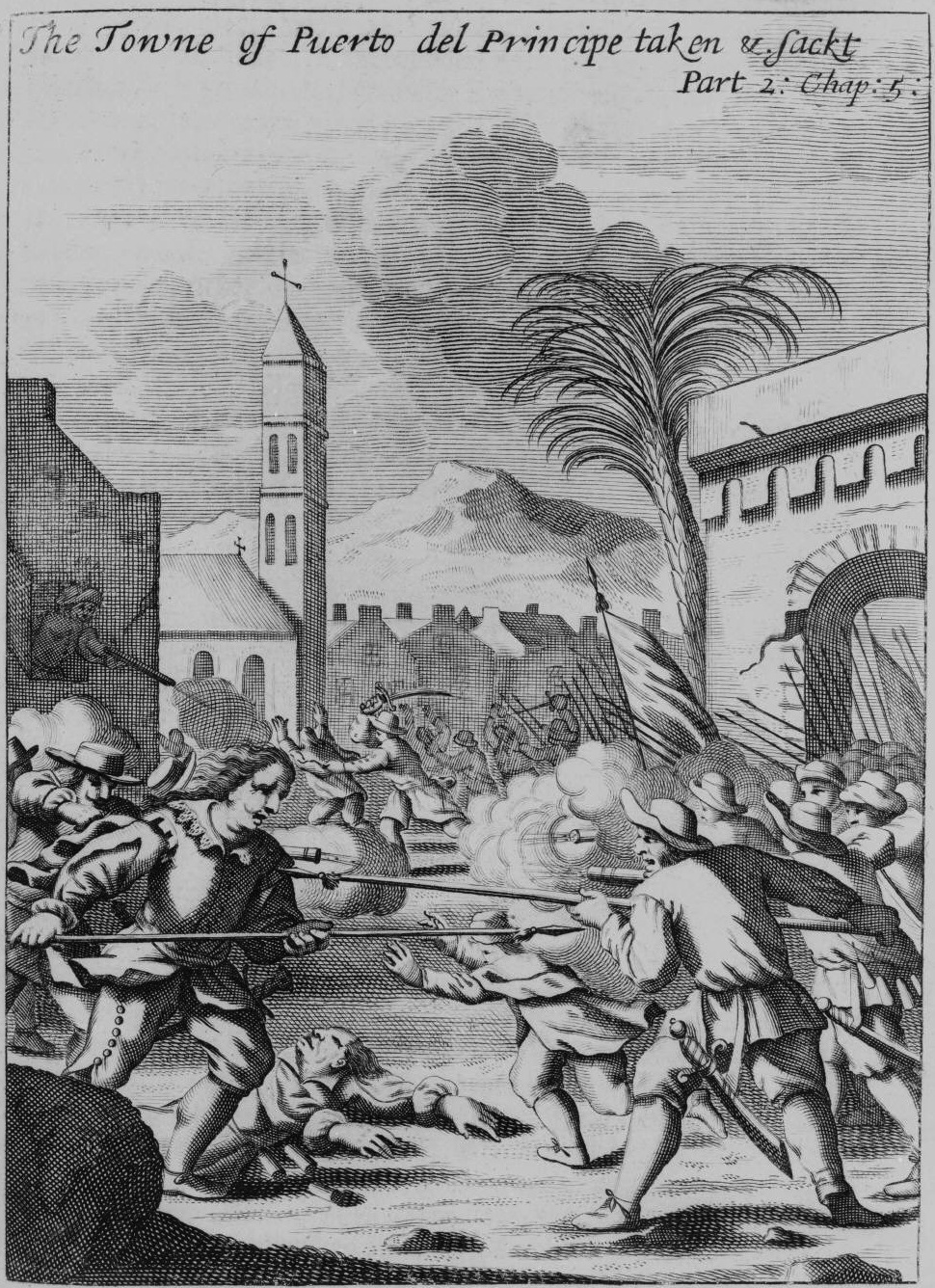
Ilustración del saqueo de Puerto Príncipe por Henry Morgan.

El 29 de marzo de 1668 la escuadra desembarcó en Puerto Príncipe, pero no fue un ataque sorpresa como se había planificado, pues llegaron noticias a los vecinos del ataque y se armaron a aquel efecto. Los filibusteros sortearon las emboscadas que les esperaban, dirigiéndose a través del bosque. Al estar ante las puertas de la ciudad, enfrentaron un batallón de caballería al que derrotaron sin dificultad. En la localidad los asaltantes encerraron a los vecinos en las iglesias e interrogaron a algunos de ellos bajo tormento para conseguir riquezas. Con procedimientos similares al del bucanero Jean-David Nau, conocido como «El Olonés», dejaban morir de hambre a sus prisioneros para averiguar el lugar donde se encontraban escondidos los supuestos tesoros.
En la estadía le fue entregada a Morgan una carta incautada que iba dirigida al alcalde de Puerto Príncipe y que había sido enviada por el gobernador de la isla de Cuba; en la misma le instruía a aumentar la demora de los filibusteros para organizar un contraataque. En vista de la misiva, decidió partir. Hecho el pillaje, y sin dejar saber a los vecinos del contenido de la carta, impuso un tributo de quema (valores a cambio de no incendiar la ciudad) de 500 vacas y sal, que al final fue pagado. Con todo, el botín logrado en esta expedición fue exiguo: unos 50 000 pesos, además de objetos robados a las iglesias como campanas, vasos y ornamentos sagrados. Al partir, un incidente estalló entre la tripulación, pues un grupo de franceses se enfureció cuando un inglés mató a uno de los suyos por la espalda. Bajo promesas de Morgan de que el individuo sería llevado ante las autoridades en Jamaica, los ánimos se calmaron. A su regreso cumplió la promesa de castigar al inglés; pero a pesar de esto, los franceses abandonaron la flota por lo exiguo del despojo. En su reporte al gobernador Modyford, Morgan mintió acerca del desbaratamiento de los supuestos planes de ataque de los españoles.

## Saqueo de Portobelo
A pesar del éxito en Puerto Príncipe y del apoyo a los filibusteros desde Jamaica, la tripulación estaba insatisfecha. Ante estas circunstancias, Morgan les animó a no desfallecer y les prometió más riquezas. Disponiendo en ese momento de una flota de 8 embarcaciones y de 400 hombres, desveló su plan a Modyford de atacar la ciudad de Portobelo en Panamá, tercera ciudad mejor defendida en la zona del Caribe después de La Habana y Cartagena de Indias. Sus subordinados se espantaron ante la propuesta, pero Morgan les aseguró que tendrían el factor sorpresa a su favor. En el transcurso del viaje a la costa de Centroamérica se les unió otro contingente, por lo que su tropa creció a 460 hombres y nueve naves.
En los momentos previos al ataque, la flota bordeó la costa y posteriormente se embarcaron en lanchas. En la travesía capturaron un centinela español en el estero de Longalemo, quien de ahí en adelante les sirvió de guía. El plan de ataque consistió en arribar a la localidad por tierra, donde la ciudad estaba menos guarnecida. Los filibusteros abandonaron sus lanchas a unos 5 km de Portobelo y emprendieron la marcha. Al amanecer, el primer  objetivo fue el castillo de Santiago, el cual fue tomado sin aparente dificultad. Una vez dentro, hicieron explotar un almacén de pólvora con todos los soldados españoles encerrados allí. En seguida se dirigieron al fuerte de San Jerónimo, pero los españoles resistieron a la embestida. Ante la demora de la victoria, el filibustero hizo uso de una cruel estratagema: mandó a reunir a un grupo de ancianos, monjas y curas, y les forzó a situarse al pie de la muralla para proteger las escalas que subirían los atacantes. Ante una primera advertencia de Morgan al capitán del castillo acerca del destino de los infortunados, el oficial se negó a rendirse e ignoró la presencia de los rehenes, quienes, según Exquemelin: 

...le gritaban [al gobernador] y rogaban por todos los santos del cielo rindiese el castillo para salvarse ellos, y las pobres monjas, la vida.

Los filibusteros tomaron el poblado al anochecer, pues el capitán del castillo nunca se rindió. Al final, el militar fue rodeado y ejecutado. Un tercer fortín, llamado de San Felipe, fue tomado la mañana siguiente por sorpresa. En total los atacantes perdieron 70 hombres. No obstante, hubo celebración ante la victoria. Según el cronista neerlandés: 

Comenzaron a comer con buen apetito, y a beber como mangas de lo que se siguió la insolencia y los sucios abrazos con muchas honestísimas mujeres y doncellas, que, amenazadas con el cuchillo, entregaron sus cuerpos a la violencia de hombres tan desalmados.

Los hechos ocurrieron en julio de 1668, y duraron un tiempo estimado de quince días.
Además del pillaje realizado, Morgan exigió 100 000 reales de a ocho como tributo de quema. Mientras, desde la Ciudad de Panamá arribaron tropas del gobernador Don Juan Pérez de Guzmán con un contingente de soldados que fueron abatidos por los asaltantes. Posteriormente, según el historiador Pedro Pérez Valenzuela, Guzmán ordenó a los filibusteros que abandonasen la localidad, pero Morgan se negó. Ante la respuesta, el gobernador desistió de organizar un nuevo batallón y abandonó la ciudad y a sus pobladores. En consecuencia, los vecinos decidieron asentir ante las exigencias y pagaron lo requerido. En Cuba se hizo el reparto de un botín de 250 000 pesos a una tripulación satisfecha. La fama de Morgan se incrementó entre los piratas del área por este ataque.
De acuerdo a los relatos de Exquemelin, Guzmán le mandó un mensaje al galés, impresionado por la toma de Portobelo con tan pocos hombres (400 según el cronista), y le solicitó un arma usada en el ataque; Morgan lo hizo así, junto a unas balas y con el mensaje de guardarlas por un año, pues regresaría a buscarlas. El Gobernador, por su parte, devolvió los presentes, con una sortija de oro, y con la respuesta de que no se molestase en regresar a Portobelo, pues no «la hallaría en el estado en que esta vez la halló».
A su regreso a Jamaica, Morgan manipuló el reporte de la acción ante Modyford, al aseverar que había rescatado a 11 ingleses en custodia en Portobelo, sin dejar saber de sus tropelías. Aparte de esto, del despojo entregó los porcentajes correspondientes al Rey británico. Modyford, a su vez, hizo un informe a la corona de acuerdo a su conveniencia, aseverando su impotencia ante las acciones filibusteras.

## Saqueo de Maracaibo y Gibraltar

Maracaibo y Gibraltar en Venezuela.

Tiempo después, en la isla de la Vaca, frente a la actual República de Haití, Morgan reunió a sus subordinados para organizar una nueva aventura. En el transcurso de la estadía se les unió una nave inglesa, la fragata HMS Oxford, de 36 cañones, que reforzó su flota. También hizo presencia una nave francesa de gran poder, pero su capitán se negó a acompañar a la escuadra de filibusteros. A pesar de esto, Morgan le invitó a un banquete en su barco. Durante la reunión, bajo unos cargos infundados, encerró a los invitados en una bodega y les apresó, con lo que consumó el traspaso del buque francés a sus manos. Acto seguido los filibusteros acordaron viajar a la isla Saona para apresar algún barco rezagado de una flota que transportaba un gran cargamento de plata. Hubo una celebración con brindis de ron y disparos al aire, uno de los cuales cayó en un pañol de pólvora e hizo explotar la nave con todos los individuos adentro. Solo unos treinta se salvaron, entre ellos el propio Morgan. Según Exquemelin, el jefe filibustero: 

Instigado por su ordinario humor de crueldad y avaricia, hizo buscar sobre las aguas del mar los cuerpos de los míseros que habían perecido, no con la humana intención de enterrarlos, si bien al contrario, con la mezquina de sacar de bueno en sus vestidos y adornos.

A pesar de todo, con 15 naves y unos 600 hombres, la flota partió con rumbo a Maracaibo (Venezuela), nuevo objetivo de los forajidos. Arribaron al lugar en marzo de 1669, pero encontraron una ciudad abandonada. En lo posterior la banda de asaltantes cometería un sinnúmero de fechorías en los pobladores atrapados y apresados para obtener los pretendidos tesoros que supuestamente habían ocultado al saber de su llegada. Según el cronista neerlandés, en esta ciudad atormentaron a los vecinos golpeándoles con palos, quemándoles con cuerdas caladas entre los dedos y cometiendo ahorcamientos.
Al comienzo de la toma de Maracaibo, tras un fuerte intercambio de artillería, los asaltantes lograron desembarcar para adueñarse del Castillo de San Carlos de la Barra y del Torreón de Zapara, que habían sido abandonados por los españoles, como la ciudad misma. Tales fortalezas fueron desatendidas por Morgan para dirigirse con su flota a Gibraltar, en la costa sur oriental del Lago de Maracaibo. Allí, los residentes abandonaron el sitio ante la imposibilidad de enfrentar a los malhechores; además, querían evitar lo que sufrieron dos años antes cuando fueron atacados por el bucanero francés Jean-David Nau, llamado «El Olonés». En esa zona los filibusteros encontraron un demente que aseguró ser hermano del Gobernador de Maracaibo. Al enterarse de la falsedad, le colgaron de una cuerda y le quemaron hojas en su cara hasta fallecer. Al fin, un esclavo reveló el escondite de los vecinos y apresaron a unas 250 personas. Las crueldades continuaron. Especialmente se ensañaron con un portugués de unos 60 años, a quien alguien atribuyó «ser muy rico». El infortunado fue tratado con barbarie al aplicarle el «trato de cuerda» hasta romperle los brazos; además: 

Lo colgaron de los cuatro dedos gordos, de las manos y los pies, a cuatro estacas altas donde ataron cuerdas de las que tiraban como por clavija de harpa y con palos fuertes daban con toda fuerza en dichas cuatro cuerdas, de modo que el cuerpo de aquel miserable paciente reventaba de dolores inmensos.

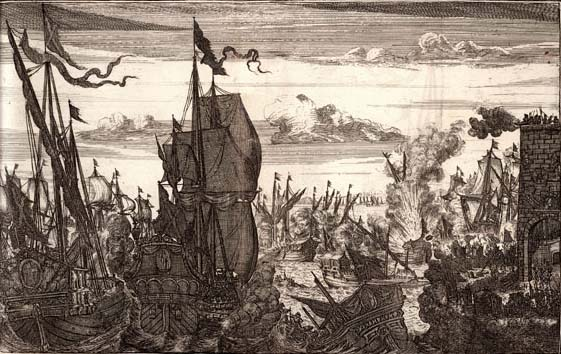
Imagen de la embestida de la flota de Henry Morgan al aventurarse a salir del lago de Maracaibo.

Después de otras vejaciones, los maleantes lograron obtener mil pesos del desdichado. En cierto momento verificaron la posición de los vecinos de Gibraltar, pero después de revisar la ubicación defensiva y ventajosa del gobernador y sus acompañantes decidieron partir. Los malhechores exigieron tributo de quema, a lo cual los residentes cedieron hasta prometer reunir 5000 reales de a ocho. En medio de negociaciones —con personas usadas como prenda para asegurar el pago— y con el botín en sus manos, regresaron a Maracaibo.
En su viaje de vuelta le fue informado a Morgan que había tres naves de guerra a la espera del arribo de su flota. El dejar abandonada su retaguardia en su partida a Gibraltar había resultado costoso. Con su fuerza sobrepasada por los españoles, pero enfrentando la situación adversa, el filibustero pidió tributo de quema por Maracaibo al capitán de las naves, don Alonso del Campo y Espinoza, quien, firme en su posición, le reclamó abandonar el lugar y entregar lo apropiado o enfrentar a su escuadra. Ante la situación los asaltantes estaban incapacitados para abandonar la zona. Morgan informó de los hechos a sus acompañantes. En medio de la discusión, alguien propuso utilizar un brulote en dirección a las naves del enemigo para provocar un estallido. Efectivamente se armó la embarcación que contenía unos muñecos disfrazados y cañones de madera, todo cuidadosamente equipado. Al caer la tarde del 30 de abril de 1669, el falso barco —con la flota de Morgan avanzando detrás— se acercó a la nave mayor, La Magdalena, y la hizo estallar. Ante el desastre, otro de los barcos españoles, el  San Luis, fue hundido para evitar que lo tomasen los asaltantes. La tercera nave restante, llamada La Marquesa fue abordada por los filibusteros.
Sin embargo, la flotilla de Morgan no había salido aún del lago de Maracaibo por la amenaza del Castillo de San Carlos de la Barra, construido en la desembocadura del lago, sitio donde los sobrevivientes del saqueo se habían refugiado. Al saber de la inutilidad de escapar, Morgan intentó negociar con los españoles al pedir rescate por los rehenes. En respuesta fue dada una suma en oro y plata mas algunas reses en pago, pero el capitán a cargo —el mismo Alonso de Espinosa— nuevamente se negó tajantemente a dejarles partir. Al siguiente día, la treta utilizada para la huida consistió en simular un ataque por tierra sobre el emplazamiento fortificado. Hecho así, los cañones, en manos de los españoles, cambiaron su objetivo. Logrado esto, por la noche, los filibusteros se apresuraron a abandonar a toda vela el lugar, mientras los soldados en el castillo trataban de apuntar nuevamente el armamento al mar, sin conseguirlo. Morgan regresó a Jamaica el 14 de mayo de 1669 bajo amonestaciones de Modyford ante los reclamos recibidos desde Londres por las fechorías cometidas. Debido a esto, Morgan decidió asentarse por un tiempo, compró unas tierras y gozó de una vida de hacendado junto a su esposa.

## Saqueo de la Ciudad de Panamá
Entre los años 1667 y 1670 se firmaron tratados entre España e Inglaterra que finalizarían las disputas entre ambas potencias y fomentarían las relaciones comerciales. No obstante, un año después del regreso de Morgan a Jamaica, nuevos rumores circularon sobre futuros ataques españoles con la pretensión de recobrar la isla. Además, se difundieron noticias de agresiones sobre botes pesqueros y mercantes ingleses. Por otro lado, según Exquemelin, los filibusteros necesitaban dinero para pagar sus muchas deudas en Jamaica debido a sus excesos en Port Royal. Cualquiera que hubiese sido el motivo, los piratas sabían que sus operaciones terminarían pronto, por lo que se apresuraron a preparar algún ataque sobre las posesiones españolas. Al parecer, Morgan era el único capaz en emprender una acción a gran escala, aun cuando estaba atado a los nuevos tiempos que proclamaban la paz. Aparentemente el hecho que legitimó un ataque fue una ofensiva de un tal capitán Rivero, quien, con  patente de corso del Gobernador de Cartagena de Indias, emprendió provocaciones contra piratas en las cercanías de Cuba y un villorrio al norte de Jamaica.
Ante los hechos, el gobernador jamaicano comisionó a Morgan el 1 de agosto de 1670 para atacar naves enemigas y mantener la tranquilidad en la isla. Fue nombrado Almirante y Comandante en Jefe de toda la flota de guerra. De acuerdo a Exquemelin, el galés planeó partir a Port Coullion, un pueblo francés ubicado frente a la isla de Vaca, donde reuniría a los filibusteros con el proyecto de armar un ataque. Modyford, al saber de tales intenciones, le impidió ejecutar alguna acción sobre tierras de españoles a sabiendas de que de todos modos se congregarían. El encuentro sucedió el 24 de octubre de 1670. El grueso de aventureros seguían a Morgan debido a que sabían que él les haría adinerados.
En vista de la operación a gran escala, la flota se dividió en tres divisiones para aprovisionarse adecuadamente: una haría saqueos en las costas cercanas para obtener cereales, otra se dedicaría a cazar, y la tercera permanecería en la isla para la construcción de los barcos. Después de los preparativos, la flota sumaba 37 navíos y al menos 2.000 hombres. Asimismo, durante la estadía, se dispusieron las recompensas e indemnizaciones a otorgar a los combatientes en la expedición. Para el caso, a los capitanes se les pagaría «la porción de ocho marineros por los gastos de cada navío», y de haber mutilaciones en alguno de los filibusteros, se resarciría de acuerdo a su gravedad. Por ejemplo, se otorgarían 1500 piezas de a ocho o quince esclavos, por la pérdida de ambas piernas. Morgan sabía que la única manera de hacer luchar a alguien de su tripulación era retribuyéndole.
Fueron considerados tres objetivos para el asalto: Cartagena de Indias, Veracruz y la Ciudad de Panamá. La elección fue esta última, por su gran actividad comercial debido al tránsito comercial entre los océanos Pacífico y Atlántico. Además, era punto de llegada de la flota de plata de Perú. Por otro lado, era la localidad menos protegida y dependía de la selva para su resguardo. Previo a la campaña, Morgan exhortó a sus hombres a actuar sobre los españoles como «enemigos declarados... del Rey de Inglaterra, su pretendido señor».

### Inicio de la travesía

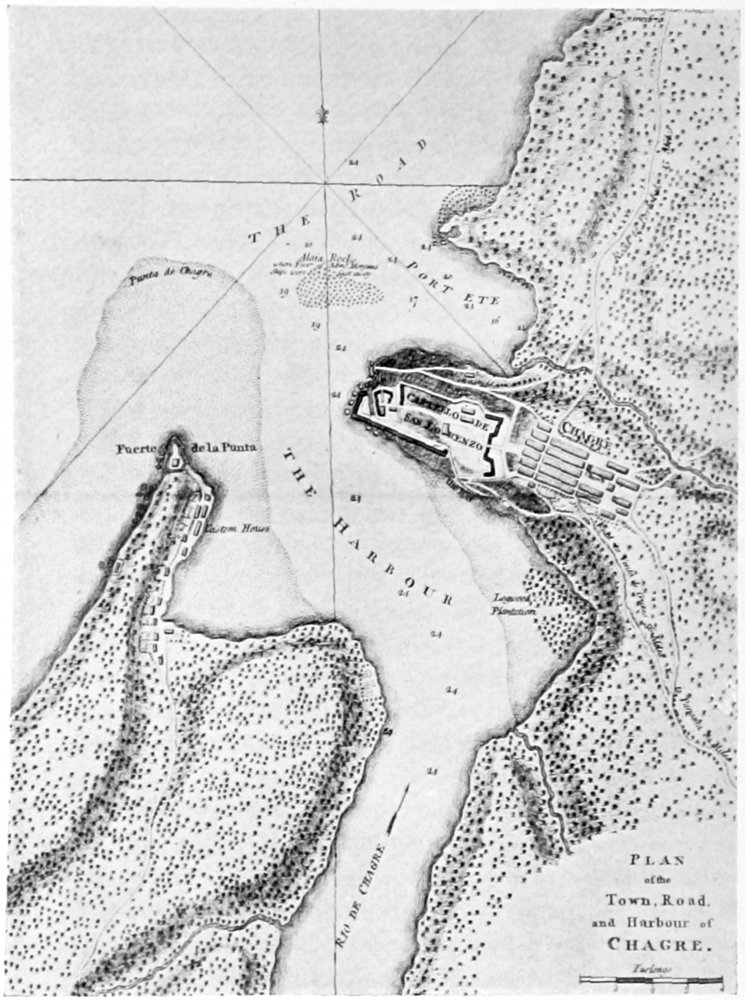
Ubicación del castillo de Chagres según el libro On the Spanish Main, de John Masefield.

La expedición partió de cabo Tiburón el 6 de diciembre de 1670. El primer objetivo era tomar el archipiélago de San Andrés, Providencia y Santa Catalina (actual Colombia) para asegurar el enclave una vez pretendido por Mansvelt. Al arribar asediaron una de las isletas, la cual estaba debidamente fortificada. Durante el acorralamiento soportaron una lluvia intensa y pasaron hambre. Ante la desesperación de los suyos, Morgan mandó un mensaje al gobernador del emplazamiento para reclamar su rendición. La respuesta obtenida fue claudicar sin condiciones, pues no se consideraban con fuerza suficiente para encarar a los filibusteros. Lo único que el sitiado pedía a cambio, bajo común acuerdo con Morgan, era fingir una batalla para no arruinar su reputación. Una vez tomado el lugar, los aventureros reclutaron algunos prisioneros de origen panameño que les servirían de guías de ahí en adelante. Al partir, dejaron inutilizadas las fortalezas.
El próximo paso de Morgan fue organizar una cuadrilla al mando del capitán Joseph Bradley con 5 naves y 400 hombres. La misión era asegurar el castillo de San Lorenzo, en la desembocadura del río Chagres, para afianzar el paso a la Ciudad de Panamá. Tal fuerte tenía defensas naturales muy difíciles de remontar y la única forma directa de entrar era por un puente levadizo. Los atacantes desembarcaron a unos 5 km del sitio y caminaron a través de la jungla hacia su objetivo. Al arribar, las primeras embestidas costaron muchas vidas a los filibusteros, pues los españoles respondían con fuego de artillería. Los mismos asediados, en medio de la pelea, gritaban desde el castillo: 

Vengan los demás perros ingleses, enemigos de Dios y del Rey. Vosotros no habéis de ir a Panamá.

La manera cómo la ciudadela fue tomada es narrada por Exquemelin de una forma extraordinaria. Sucedió que una flecha fue lanzada desde el recinto e impactó a uno de los filibusteros, quien se la sacó inmediatamente. Acto seguido, envolvió una pieza de algodón en la punta y le prendió fuego; entonces lanzó la saeta hacia el edificio y provocó un incendio. El 15 de diciembre, después de dejar abrasar el lugar, los atacantes tomaron el fortín con gran resistencia de los defensores, que se rindieron recién cuando el gobernador fue abatido. Sólo 30 soldados españoles quedaron con vida de los 314 que estaban al inicio. Por los filibusteros hubo más de cien bajas, incluido Bradley. De esta manera, con el archipiélago y sus defensas inutilizadas y el castillo tomado, Morgan resguardaría su retaguardia, a diferencia del error cometido en Maracaibo. A pesar de la victoria, los filibusteros supieron de boca de los cautivos que algunos españoles habían huido a dar noticia de su llegada en los alrededores. Desplazándose al lugar, el jefe de los forajidos se regocijó al ver la fortaleza rendida. Antes de continuar, organizó una fuerza de 300 hombres que dejó a cargo del castillo, otros 150 en los buques y con los restantes —unos 1.200—, junto a cinco botes y treinta y dos canoas, comenzaron la ruta a la Ciudad de Panamá bordeando el río Chagres. El plan inicial consistía en atravesar la selva, en vez de marchar por la ruta de Las Cruces, que les harían más propensos a una emboscada. Sin embargo, la desventaja era el sofocante clima tropical y sus problemas añadidos. Según Exquemelin, partieron del castillo el 18 de enero de 1671.
Al comienzo el grupo fue dividido en dos columnas. Una avanzaría por el río y la otra iría por tierra. Morgan decidió llevar el menor equipaje posible durante la travesía, incluso comida. Aparentemente, esperaban atacar poblados y apropiarse de lo necesario para el camino. Tal decisión sería determinante en los días siguientes. En la cuarta jornada de camino (21 de enero), los filibusteros habían avanzado y comido poco. En esa fecha encontraron un puesto abandonado, pero en el lugar solo había chozas y unas bolsas de cuero esparcidas. De acuerdo al narrador neerlandés: 

...se vieron obligados a comerse los mismos sacos que hallaron, por dar algo al fermento de sus estómagos, pero era tan acerbo, sin encontrar otra materia en qué envolverse, que les comía las entrañas.

El siguiente día, buscando en los alrededores de unas granjas despobladas, encontraron maíz y frutas que fueron distribuidas. El 23 de enero enfrentaron su primera emboscada por parte de nativos. Morgan ordenó no perseguirles por la evidente ventaja del conocimiento del terreno de los adversarios. En la posterior jornada llegaron al poblado de Venta de Cruces, que había sido también abandonado. Algunos decidieron, opuestos a las órdenes de Morgan, deambular en los alrededores en búsqueda de comida, pero fueron atacados.
El 25 de enero, el galés armó un escuadrón de avanzada conformado por 200 hombres. Esa misma fecha la tropa sufrió otro embate con saldo de ocho muertos y 10 heridos al soportar un intenso ataque de flechas lanzadas por los nativos. Hasta ese instante los propios españoles no habían realizado ninguna arremetida significativa sobre las huestes filibusteras.

### Llegada a la ciudad

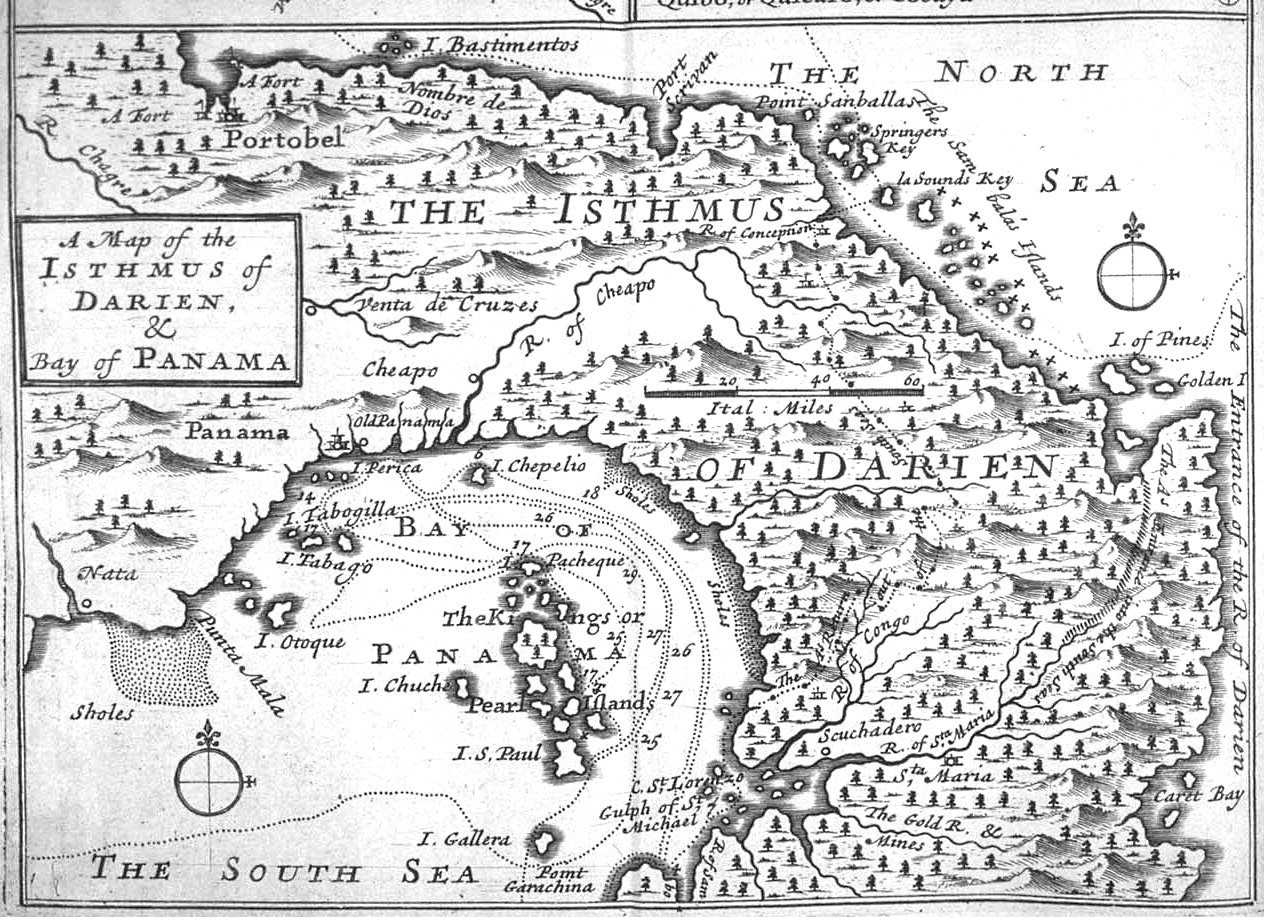
El istmo de Darién y Panamá a finales del.

Los filibusteros atravesaron la selva con extremas dificultades hasta que llegaron al sitio conocido como Cruces. El 26 de enero divisaron la ciudad desde una meseta, que en la actualidad es conocida como «Loma de los Bucaneros». De acuerdo al cronista neerlandés: 

…comenzaron a dar muestras de una extrema alegría echando los sombreros al aire, como si ya hubiesen conseguido la victoria. No hubo trompeta que no resonase, ni tambor que no se dejase de oír en aquellos contornos.

En su ruta a la metrópoli (27 de enero) encontraron algunas granjas y robaron víveres. Previo a su llegada, Morgan organizó una cuadrilla para investigar la ubicación de los españoles en la ciudad. A su regreso le comunicaron que estaban agrupados en el camino principal. El filibustero ordenó entonces la marcha sobre la localidad. Sin embargo, no lo hizo encarando a los españoles, sino rodeando la ciudad a través de la jungla, lo cual, aunque era una maniobra trabajosa, evitó un encuentro frontal con los lugareños, que poseían una fuerza de alrededor de 2800 hombres y a quienes las condiciones favorecían claramente. Se estima que la fuerza militar de los panameños superaba a la de Morgan en una relación de 3 a 1.
Juan Pérez de Guzmán era el encargado de la defensa de Panamá. El mismo a quien Morgan, según los relatos, prometió tomar el arma enviada en su ataque a Portobelo. La ciudad fue reforzada con habitantes de otras localidades y armas posicionadas tanto en las afueras como adentro de la población. Niños, monjas y mujeres, junto a un cargamento de plata, fueron enviados en el navío Trinidad con rumbo a Perú. Al ver el movimiento evasivo de los asaltantes, el gobernador Guzmán ordenó perseguir a los filibusteros en campo abierto, dejando sus posiciones. En respuesta, Morgan ordenó a un grupo de francotiradores, armados de mosquetes, repeler la acometida de un escuadrón de caballería junto a otro de infantería que servía como apoyo. Al avanzar este contingente sobre un terreno lodoso, tuvieron numerosas bajas ante la certera artillería de los filibusteros. En la acometida murieron al menos seiscientos españoles.
Ante la derrota inicial, los sitiados recurrieron a un segundo plan que consistía en liberar una manada de toros contra los atacantes. Con el campo fangoso la táctica no tuvo ningún éxito, pues los animales fueron aniquilados o quedaron atascados. Ante el fracaso, los soldados que estaban en la primera línea de defensa huyeron. La tropa restante se desorganizó, huyó a los fuertes y no pudo reagruparse. Con esta primera victoria, los filibusteros avanzaron hacia Panamá. Allí confrontaron la artillería distribuida en la urbe y tuvieron que pelear calle por calle. Al mediodía, y ante la visible derrota, Guzmán ordenó evacuar —él incluido— la población, hacer estallar el polvorín y retirarse a Penonomé. Los filibusteros tomaron la ciudad a las tres de la tarde, iniciando el saqueo sobre la rica población. Durante el atraco los aventureros encontraron vino, pero Morgan les prohibió tomarlo, probablemente para tenerlos alerta ante un posible contraataque.
Durante el desorden ocurrió un incendio en la ciudad. Hay versiones encontradas acerca de quién fue el responsable: si fue iniciado por órdenes de Morgan, producto de un accidente, o provocado por los mismos residentes. Según el investigador Walter E. Piatt, historiadores contemporáneos se decantan por la última opción, pues así evitaban el despojo total de los bienes de la ciudad. Esto se verifica con el hecho del poco monto de oro y plata apropiado por los asaltantes. Adicionalmente, según registros del Archivo General de Indias de Sevilla y del Archivo General de Simancas en Valladolid, el gobernador Guzmán declaró ante el juez Miguel Francisco de Marichalar en 1672, confirmando la autoría de la orden de incendiar los almacenes de pólvora, hecho que fue corroborado por más de 50 testigos, algunos allegados a Guzmán. Por otro lado, en el transcurso de la ocupación, se dio la noticia de que los ciudadanos habían huido con sus pertenencias a la vecina isla de Taboga, pero no fue más que un señuelo para hacer partir un barco con rumbo a Ecuador, con la mayoría del tesoro panameño.
El galés mandó patrullas por tierra y por mar por los alrededores en búsqueda de riquezas escondidas. En su estadía —de casi un mes— se realizaron torturas a algunos prisioneros para obtener más fortuna. Mención aparte merece el relato de una mujer de notable belleza cuyo marido había partido en razón de un viaje comercial. Morgan trató de portarse de buena manera con ella al estar como cautiva, pero al cabo de tres días mudó su actitud hacia una más violenta con ánimo de abusar de la dama. En vista de que sus propósitos desfallecieron ante la firmeza de la mujer, la mandó a encerrar en un calabozo.

### Retirada

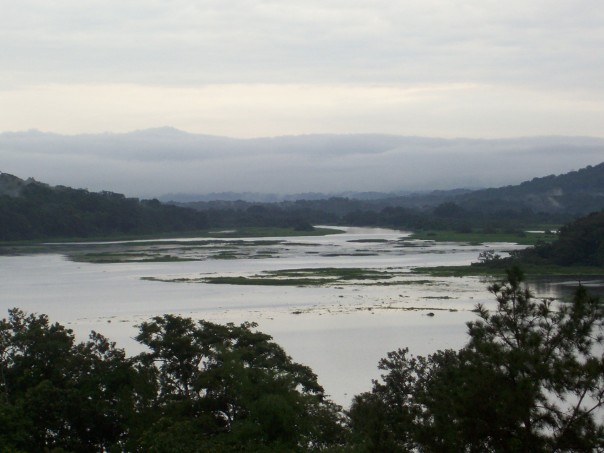
El río Chagres.

Después del despojo, Morgan ordenó la retirada y partieron el 24 de febrero de 1671. Hubo proposiciones de su tripulación para continuar el pillaje en la costa del océano Pacífico, pero el jefe se negó resueltamente. Los filibusteros llevaban 175 mulas cargadas de oro, plata y joyas, además de unos 600 prisioneros. Tal botín, en general, se considera poco para la envergadura de la campaña. Ante el temor de ser llevados presos a Jamaica, los prisioneros imploraron su liberación. Morgan asintió hacerlo, pero a cambio de dinero. En Cruces, sobre el río Chagres, informó a los cautivos que tenían tres días para pagar su rescate, pues de lo contrario serían llevados a la isla. Muchos aceptaron la propuesta. La dama presa en Panamá estaba dentro del grupo y fue liberada por Morgan debido a que su rescate fue desviado por unos traidores para soltar a otras personas.
Durante la marcha, hizo jurar a los filibusteros que no habían tomado del botín nada para sí mismos. No siendo suficiente su palabra, les escudriñó sus pertenencias para asegurarse. Para dar ejemplo, él mismo se dejó revisar. La tropa llegó al castillo de San Lorenzo el 9 de marzo y allí mismo procedió el reparto. A cada filibustero se le otorgó 200 reales (diez libras de plata por cabeza), lo que resultó en un descontento generalizado que provocó que se fraguara un motín. Antes de que sucediese, Morgan huyó, pero antes desmanteló la artillería de los navíos y cualquier cosa útil. Esta versión ha sido puesta en duda por la falta de evidencias. Los historiadores actuales opinan que simplemente los filibusteros partieron cada quien por su lado. Se estima que Morgan se hizo con unas 1000 libras.

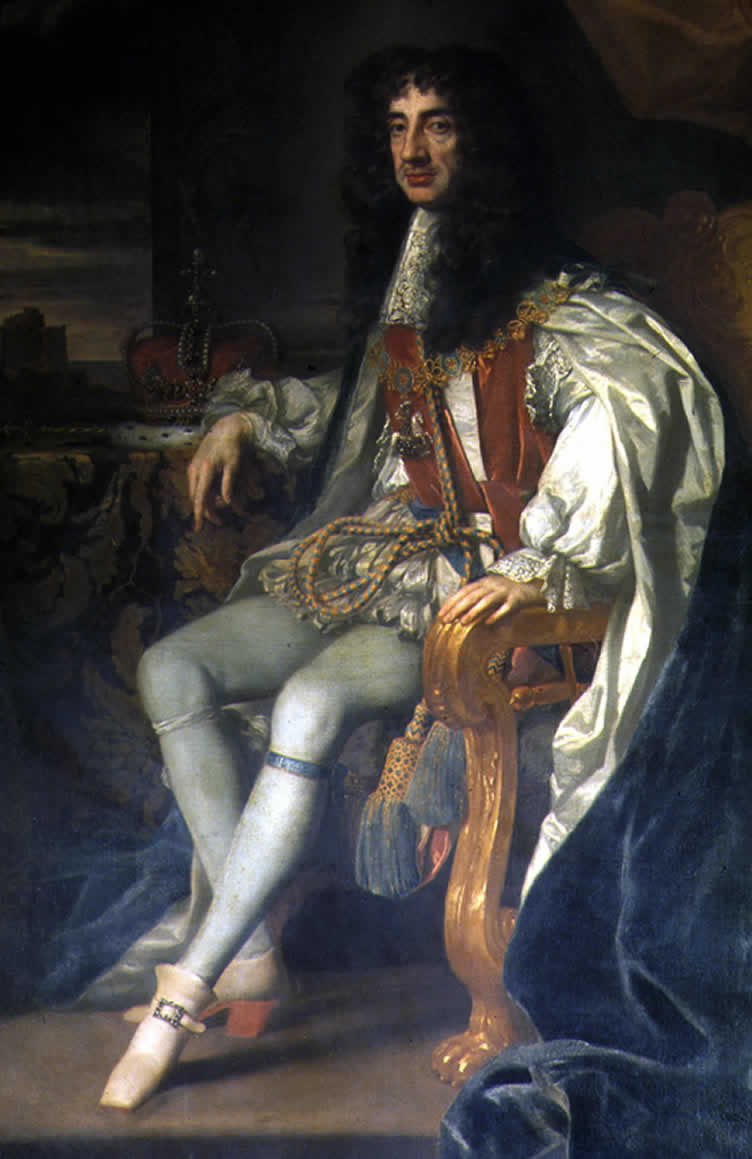
Carlos II de Inglaterra nombró caballero a Henry Morgan en 1674.

El éxito de la operación del saqueo de Panamá ha sido reconocido por la tenacidad de sus atacantes, a pesar de que no buscaban un objetivo militar, sino obtener riquezas. Una exitosa campaña llevada a cabo por una banda de criminales. Con todo, a pesar de los desmanes cometidos, Henry Morgan ha sido considerado un buen líder y diestro en táctica bélica. Según el autor C. H. Haring:

La expedición a Panamá nunca ha sido superada en cuanto a lo notable de la dirección y arrojo temerario; sólo mancharon su brillo la crueldad y rapacidad de los vencedores, tropa reclutada sin paga, de escasa disciplina e irrefrenada, sino estimulada en sus atrocidades por el mismo Morgan.

## Últimos años
A pesar de que Morgan fue recibido con honores en Jamaica, las consecuencias del saqueo de Panamá tuvieron repercusión en el gobernador Modyford. Ante los reclamos de España, pues no existía en ese momento conflicto contra Inglaterra, se consideró el ataque como un acto de piratería. Modyford fue llamado ante la justicia británica y fue encerrado en la Torre de Londres durante dos años. Pasado el período regresó a Jamaica como Encargado de Justicia. Su puesto fue tomado por Thomas Lynch quien, para apaciguar los reclamos españoles, embarcó a Morgan con rumbo a Inglaterra el 6 de abril de 1672. En espera de su condena, el galés no fue confinado, pues pudo deambular por la ciudad de Londres libremente. En enero de 1674, ante amenazas de piratas franceses sobre Jamaica, regresó a la isla. Antes de su partida, el rey Carlos II le nombró caballero y le concedió el cargo de Teniente de Gobernador en Jamaica.
En la isla sus actuaciones hacia los piratas fueron ambivalentes, pues en unas ocasiones fue benévolo y otras tiránico: no pocas veces mandó ahorcar en la zona de Gallow's Point, en Port Royal, a quienes se rehusaron a abandonar la piratería. En total sirvió por tres periodos en el cargo.
Después de ejercer en las funciones públicas, prefirió departir con sus viejos camaradas bebiendo en las cantinas de Port Royal, ya que nunca pudo acoplarse con los vaivenes políticos de la isla. En sus años postreros, Morgan sufrió de una mala salud debido, probablemente, a su pasado turbulento de abuso de alcohol y noches de juerga. Con el vientre «agigantado por la hidropesía, abotargado y gotoso», murió el 25 de agosto de 1688 en Lawrencefield, Jamaica. El día siguiente fue enterrado en el cementerio de Palisadoes, cerca de Port Royal, localidad que fue destruida por tres fuertes movimientos telúricos cuatro años después, el 7 de junio de 1692; sepultando asimismo la tumba del filibustero. Con su esposa Mary Elizabeth no dejó descendencia. Según un historiador jamaicano: 

…[Henry Morgan] era más que un bucanero (sic). El mismo hombre que pudo blasfemar, maldecir, beber y fornicar con sus camaradas en cualquier antro, o liderar una banda de delincuentes por millas a través de junglas hostiles y pantanos... también demostró ser un astuto político con una visión amplia, superior a quienes atrajo con su peculiar magnetismo.

## Morgan en la cultura popular

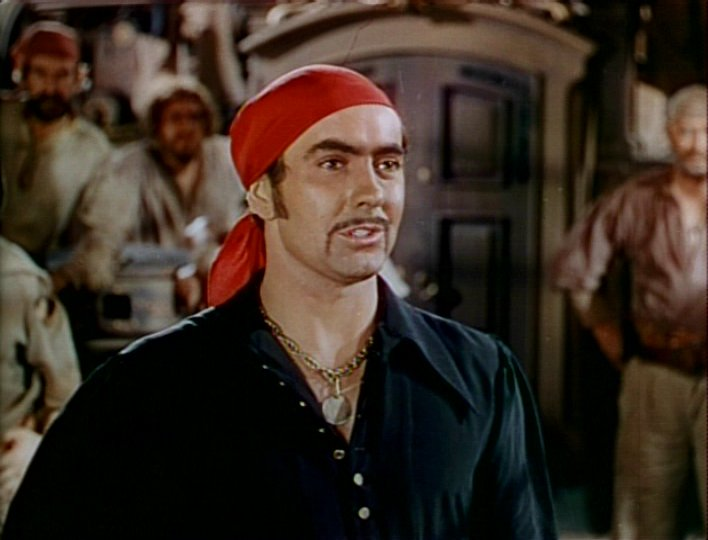
Tyrone Power en El cisne negro (1942).

Ya sea como protagonista, personaje secundario o en alusión a su persona, Henry Morgan ha sido tenido en cuenta en diversas expresiones artísticas. En el género de la novela se encuentra la obra El capitán Blood (Captain Blood) y en el cine hay dos adaptaciones de la citada novela (una en 1924 y otra en 1935, esta última protagonizada por Errol Flynn). Morgan es además el personaje de otra película, El cisne negro (The Black Swan), de 1942, con Tyrone Power, también basada en las novelas de los mismos títulos de Rafael Sabatini. Otras películas que lo incluyen son El pirata Morgan (Morgan il Pirata, 1961) y El pirata Barbanegra (Blackbeard, the Pirate, 1952). Asimismo, en la trilogía cinematográfica Piratas del Caribe existe un «Código Pirata» que adjudica su creación a Morgan y Bartholomew Roberts, una atribución enteramente ficticia. Aunque, en los hechos, sí existió un código de conducta entre los filibusteros. En televisión destaca True Caribbean Pirates (2006).
En literatura, aparte de las mencionadas, existen las novelas La Taza de Oro. Vida de sir Henry Morgan, bucanero, con ocasionales referencias a la historia, de John Steinbeck (1926); Vive y deja morir (1954), de Ian Fleming, donde se menciona un supuesto tesoro del aventurero; Cutlass Empire (1949), de Francis van Wyck Mason; y El filibustero (1952), de Josephine Tey. Además, Emilio Salgari lo menciona en sus novelas El Corsario Negro, La venganza, La reina de los Caribes, Honorata de Wan Guld y Yolanda y Morgan. En la trama de estos libros pasa de ser el lugarteniente del personaje principal al protagonista en las últimas dos novelas y donde, además, se relata su osada travesía en Panamá. En poesía, cabe destacar esta composición de Berton Braley de 1934:
| This is the ballad of Henry Morgan Who troubled the sleep of the King of Spain With a frowsy, blowsy, lousy pack Of the water rats of the Spanish Main, Rakes and rogues and mad rapscallions Broken gentlemen, tattermedallions Scum and scourge of the hemisphere, Who looted the loot of the stately galleons, Led by Morgan, the Buccaneer. | Esta es la balada de Henry Morgan que turbó el sueño del Rey de España con su piojosa, desaliñada e infame cuadrilla de ratas de agua de los mares españoles, libertinos, canallas y locos malandrines caballeros arruinados y andrajosos la escoria y látigo del hemisferio, que saqueó el botín de los majestuosos galeones, al mando de Morgan, el bucanero. |

Inclusive en la música el galés ha sido nombrado en más de una ocasión. Tal es el caso de las bandas Tempest con la canción "Captain Morgan" (1991), Amadan con la melodía "August 24th, 1688" (2004) y Alestorm, que lanzó en 2008 el álbum Captain Morgan's Revenge. También el compositor y cantante de reggae Peter Tosh menciona al filibustero en su canción "You Can't Blame The Youth":
| You teacher used teach about Pirate Hawkins you teacher used teach about Pirate Morgan And you said he was a very great man ... You can't fool the youth | Tú, maestro, solías enseñar sobre el pirata Hawkins tú, maestro, solías enseñar sobre el pirata Morgan Y decías que era un gran hombre ... no puede engañar a la juventud |

Por otro lado, debido a los despojos cometidos en la zona del mar Caribe junto a sus cómplices, han surgido algunas leyendas relativas a supuestos tesoros escondidos. Una de ellas tiene lugar en Roatán (actual Honduras), sitio que fue enclave de piratas y bucaneros, y donde se asevera que existen alhajas y oro ocultos en la zona de Old Port Royal y Santa Helena. También en el Archipiélago de San Andrés, Providencia y Santa Catalina existe la creencia de que parte del botín apropiado de la Ciudad de Panamá por el filibustero está escondido en algún lugar de las islas. Tal tradición cuenta que Morgan ordenó a cuatro de sus esclavos que enterraran la fortuna; al terminar, fueron asesinados y sepultados junto a las riquezas. Sin embargo, contrario a un descubrimiento de tesoros, en el año 2004 fue divulgada la noticia del hallazgo de los restos del HSM Oxford en la costa de Haití. Por otra parte, Morgan es uno de los piratas del juego Sid Meier's Pirates!, y  Captain Morgan es una de las marcas de ron más populares, producida por la empresa Diageo.